# Yonder
Yonder (koreanischer Originaltitel: 욘더; RR: Yondeo) ist eine südkoreanische Miniserie, basierend auf dem 2011 erschienenen Roman Goodbye, Yonder von Kim Jang-hwan. Die Uraufführung der Miniserie fand im Rahmen des 27th Busan International Film Festival statt. In Südkorea erfolgte die reguläre Veröffentlichung der Miniserie am 14. Oktober 2022 auf dem Streamingdienst TVING. Im deutschsprachigen Raum fand die Erstveröffentlichung der Miniserie am 11. April 2023 auf Paramount+ statt.

## Handlung
Im Jahr 2032 kämpft der Witwer Kim Jae-hyun mit dem Verlust seiner geliebten und kürzlich an Krebs verstorbenen Ehefrau Cha Yi-hoo. Eines Tages erhält er jedoch eine unerwartete Videobotschaft von Cha Yi-hoo, die ihn einlädt, sich mit ihr an einem geheimnisvollen Ort namens Yonder zu treffen. Kurz vor ihrem Tod unterzeichnete Cha Yi-hoo einen geheimnisvollen Vertrag, der es ihr ermöglicht, im Yonder zu existieren, einem Ort, an dem Angehörige geliebte und verstorbene Menschen treffen und mit ihnen interagieren können, indem auf ihre Erinnerungen zurückgegriffen wird. Kim Jae-hyun ist zunächst irritiert von der Botschaft seiner Frau, ist jedoch kurz darauf fest entschlossen, nach Yonder zu reisen. Um Cha Yi-hoo in Yonder zu treffen, überschreitet Kim Jae-hyun eine Grenze, deren wahren Preis er nicht kennt. Die Dinge sind komplizierter, als sie auf den ersten Blick erscheinen, und die Zukunft ist ungewiss.

## Besetzung und Synchronisation
Die deutschsprachige Synchronisation entstand nach den Dialogbüchern sowie unter der Dialogregie von Oliver Böttcher durch die Synchronfirma Elbgorilla Synchro in Hamburg.
| Rolle                   | Schauspieler    | Synchronsprecher |
| ----------------------- | --------------- | ---------------- |
| Kim Jae-hyun            | Shin Ha-kyun    | Mike Olsowski    |
| Cha Yi-hoo              | Han Ji-min      |                  |
| Seiren                  | Lee Jung-eun    | Elena Wilms      |
| Dr. K / Dr. Jang Jin-ho | Jeong Jin-yeong | Robin Brosch     |

## Episodenliste
| Nr. | Deutscher Titel                 | Originaltitel  | Erstveröffentlichung (Südkorea) | Deutschsprachige Erstveröffentlichung (D/A/CH) |
| --- | ------------------------------- | -------------- | ------------------------------- | ---------------------------------------------- |
| 1   | Der Hinterbliebene              | 남겨진 사람    | 14. Okt. 2022                   | 11. Apr. 2023                                  |
| 2   | Der Vertrag                     | 아내의 계약    | 14. Okt. 2022                   | 11. Apr. 2023                                  |
| 3   | Rendezvous mit einer Erinnerung | 기억과의 만남  | 14. Okt. 2022                   | 11. Apr. 2023                                  |
| 4   | Mehr als Erinnerungen           | 기억의 저편    | 21. Okt. 2022                   | 11. Apr. 2023                                  |
| 5   | Leben nach dem Tod              | 죽음 이후의 삶 | 21. Okt. 2022                   | 11. Apr. 2023                                  |
| 6   | Jedem seinen Himmel             | 각자의 천국    | 21. Okt. 2022                   | 11. Apr. 2023                                  |